# Flashpoint
Flashpoint – piąty album w USA a czwarty album koncertowy w Wielkiej Brytanii grupy Rolling Stones.

## Lista utworów
1. "(Intro) Continental Drift" – 0:29
2. "Start Me Up" – 3:54
3. "Sad Sad Sad" – 3:33
4. "Miss You" – 5:55
5. "Rock and a Hard Place" – 4:51 (pominięty na wersji winylowej)
6. "Ruby Tuesday" – 3:34
7. "You Can't Always Get What You Want" – 7:26
8. "Factory Girl" – 2:48
9. "Can't Be Seen" – 4:17 (pominięty na wersji winylowej)
10. "Little Red Rooster" (Willie Dixon) – 5:15
  - Gościnnie Eric Clapton na gitarze
11. "Paint It, Black" – 4:02
12. "Sympathy for the Devil" – 5:35
13. "Brown Sugar" – 4:10
14. "Jumpin' Jack Flash" – 5:00
15. "(I Can’t Get No) Satisfaction" – 6:08
16. "Highwire" – 4:46
17. "Sex Drive" – 4:28

## Listy przebojów
Album
| Rok  | Lista             | Pozycja |
| ---- | ----------------- | ------- |
| 1991 | UK Top 75 Albums  | 6       |
| 1991 | The Billboard 200 | 16      |

Single
| Rok  | Single         | Lista                  | Pozycja |
| ---- | -------------- | ---------------------- | ------- |
| 1991 | "Highwire"     | The Billboard Hot 100  | 57      |
| 1991 | "Highwire"     | Mainstream Rock Tracks | 1       |
| 1991 | "Highwire"     | Modern Rock Tracks     | 28      |
| 1991 | "Highwire"     | Hot 100 Airplay        | 70      |
| 1991 | "Highwire"     | UK Top 75 Singles      | 29      |
| 1991 | "Ruby Tuesday" | UK Top 75 Singles      | 59      |
| 1991 | "Sex Drive"    | Mainstream Rock Tracks | 40      |